# 11528 Міє
11528 Міє (11528 Mie) — астероїд головного поясу, відкритий 3 грудня 1991 року.
Тіссеранів параметр щодо Юпітера — 3,351.